# Бородачёв, Антон Викторович
Антон Викторович Бородачёв (род. 23 марта 2000, Самара) — российский фехтовальщик на рапирах. Серебряный призёр Олимпийских игр 2020 года в командном первенстве, чемпион России (2019), многократный чемпион первенств мира и Европы, член сборной России по фехтованию. Заслуженный мастер спорта России (2021).

## Биография
Антон Бородачёв родился 23 марта 2000 года в Самаре. Антон — младший брат-близнец Кирилла Бородачёва, появившись на свет на 15 минут позже. Братья Бородачёвы начали заниматься фехтованием в семь лет. Первый тренер — Элина Орлова.
Выступая на юниорских соревнованиях, Антон уступал своему брату по личным достижениям. Тем не менее, он добился высоких результатов на международном уровне: на счету Бородачёва золотые медали первенств мира и Европы среди юниоров в командном первенстве (2018, 2019).
Взрослая карьера Антона началась ярко: в 2019 году 19-летний рапирист из Самары впервые выиграл личный чемпионат России, в финале одержав победу над олимпийским чемпионом Тимуром Сафиным. Благодаря успешным выступлениям на всероссийских соревнованиях Бородачёв вошёл в состав сборной России на Олимпийские игры в Токио. В личном турнире Антон завершил выступления на стадии 1/16 финала, уступив американцу Нику Иткину. В командном первенстве Антон стал обладателем серебряной награды, одержав победу в полуфинале над лидерами мирового рейтинга сборной США, но уступив в решающем поединке французским рапиристам.
В ноябре 2021 года призван в ряды российской армии для прохождения срочной службы. Вместе с братом-близнецом Кириллом служит в спортивной роте ЦСКА в Самаре.

## Награды
- Медаль ордена «За заслуги перед Отечеством» I степени (11 августа 2021 года) — за большой вклад в развитие отечественного спорта, высокие спортивные достижения, волю к победе, стойкость и целеустремленность, проявленные на Играх XXXII Олимпиады 2020 года в городе Токио (Япония)[8].
- Медаль «За укрепление боевого содружества» (2021) (14 августа 2021)[9][10]